# El Tarra
El Tarra è un comune della Colombia facente parte del dipartimento di Norte de Santander.
L'abitato venne fondato da Luis Quintero, Victor Ballestreros e Ramon Diaz alla fine degli anni trenta, mentre l'istituzione del comune è del 26 novembre 1990.